# Thomas Thynne, 1. markýz z Bathu
Thomas Thynne, 1. markýz z Bathu (Thomas Thynne, 1st Marquess of Bath, 3rd Viscount Weymouth, 3rd Baron Thynne of Wermister, 4th Baronet Thynne of Kempsford) (13. září 1734 – 19. listopadu 1796, Londýn) byl britský politik. Od mládí byl jako dědic peerských titulů členem Sněmovny lordů. Jako vlivný řečník strany toryů se stal oblíbencem krále Jiřího III. a za jeho vlády zastával funkce u dvora a ve státní správě. Dvakrát byl ministrem zahraničí a ministrem vnitra. Svou kariéru završil jako první královský komorník (1782–1796), mezitím získal Podvazkový řád (1778) a v roce 1789 byl povýšen na markýze.

## Životopis

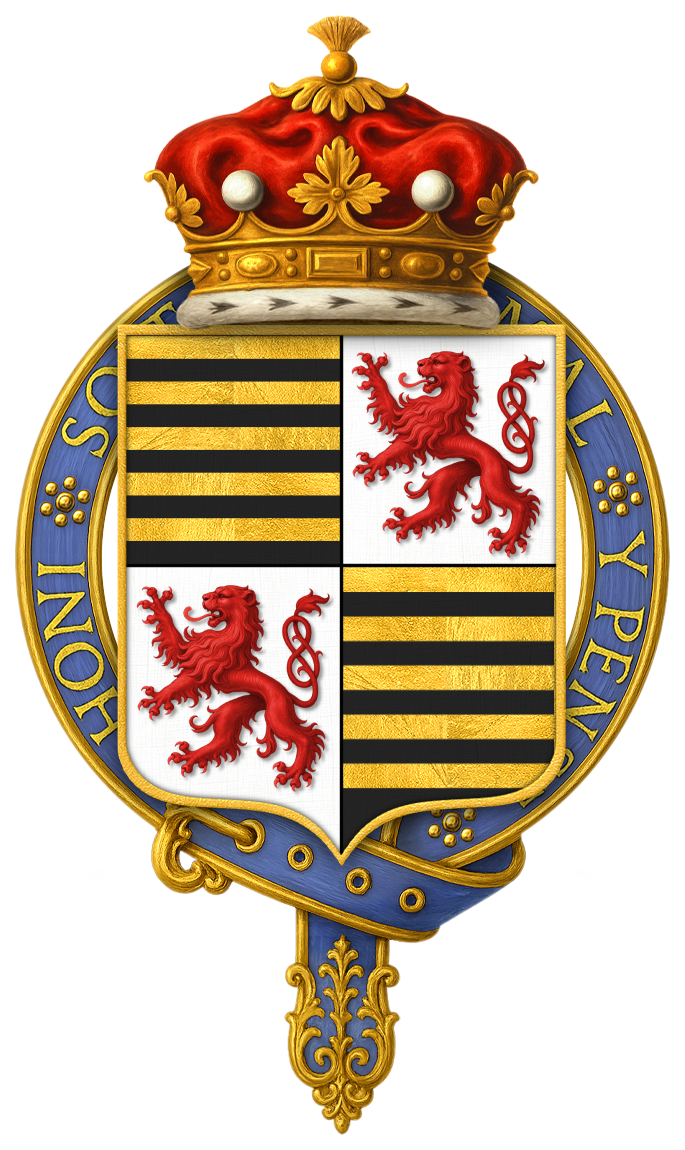
Erb 1. markýze z Bathu s dekorací Podvazkového řádu

Pocházel ze šlechtického rodu, který vlastnil statky v několika hrabstvích, hlavním sídlem byl honosný zámek Longleat House (Wiltshire). Narodil se jako starší syn Thomase Thynne, 3. vikomta Weymoutha (1710–1751), po matce Louise Carteretové (1712–1736) byl vnukem významného politika 2. hraběte Granvilla. Rodové tituly a majetek zdědil po otci v roce 1751, mezitím studoval v Oxfordu, do Sněmovny lordů vstoupil po dosažení zletilosti v roce 1756. Kariéru zahájil ve dvorských službách jako lord komoří Jiřího III. (1760–1763), v letech 1763–1765 byl nejvyšším štolbou královny Charlotty. V roce 1765 byl jmenován členem Tajné rady a od června do srpna byl formálně místokrálem v Irsku, kam ale vůbec neodjel. Ve vládě vévody z Graftonu byl od ledna do října 1768 ministrem zahraničí, respektive státním sekretářem severního departmentu (Secretary of State for the Northern Department). V letech 1768–1770 byl pak ministrem vnitra, respektive státním sekretářem jižního departmentu (Secretary of State for the Southern Department). V této funkci se vypořádal s nepokoji vyvolanými radikálním novinářem Johnem Wilkesem vyloučeným z Dolní sněmovny.

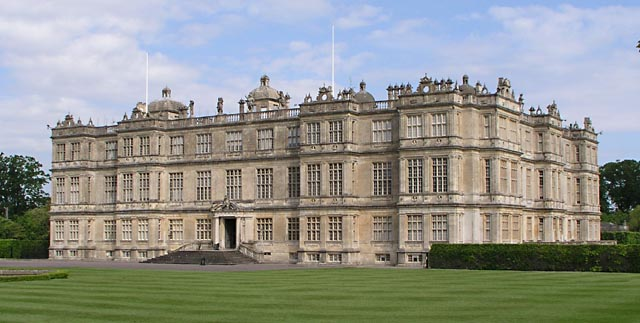
Hlavní rodové sídlo zámek Longleat House (hrabství Wiltshire)

V prosinci 1770 odstoupil z funkce ministra vnitra po španělské okupaci Falklandských ostrovů a několik dalších let strávil v soukromí. Po smrti hraběte z Bristolu byl v roce 1775 jmenován prvním královským komorníkem (Groom of the Stole), ale vzápětí poté se vrátil do vlády na výzvu premiéra lorda Fredericka Northa a znovu se stal ministrem vnitra (1775–1779). Od března 1779 byl zároveň i ministrem zahraničí. V těchto funkcích měl účast v aktivitách vlády ve válce proti koloniím v severní Americe, z obou úřadů ale odstoupil na podzim 1779. Po pádu Northovy vlády zaujal znovu post prvního královského komorníka a zastával jej až do smrti (1782–1796). V roce 1778 byl jmenován rytířem Podvazkového řádu a svou kariéru završil titulem markýze z Bathu, který získal v roce 1789. Od roku 1763 byl členem Královské společnosti a v roce 1769 získal čestný doktorát na univerzitě v Cambridge
V první fázi své kariéry se Thynne výkonu svých úřadu příliš nevěnoval, proslul mimo jiné jako hazardní hráč a jeho současníci zmiňovali časté návštěvy exekutorů na jeho sídlech. V politice později proslul jako velmi aktivní a schopný řečník a argumentační silou svých projevů ve prospěch toryů získal trvalou přízeň Jiřího III. Na druhou stranu měl ale také problémy s alkoholem, což mělo vliv na jeho pracovitost v nejvyšších státních funkcích.

## Rodina a majetek

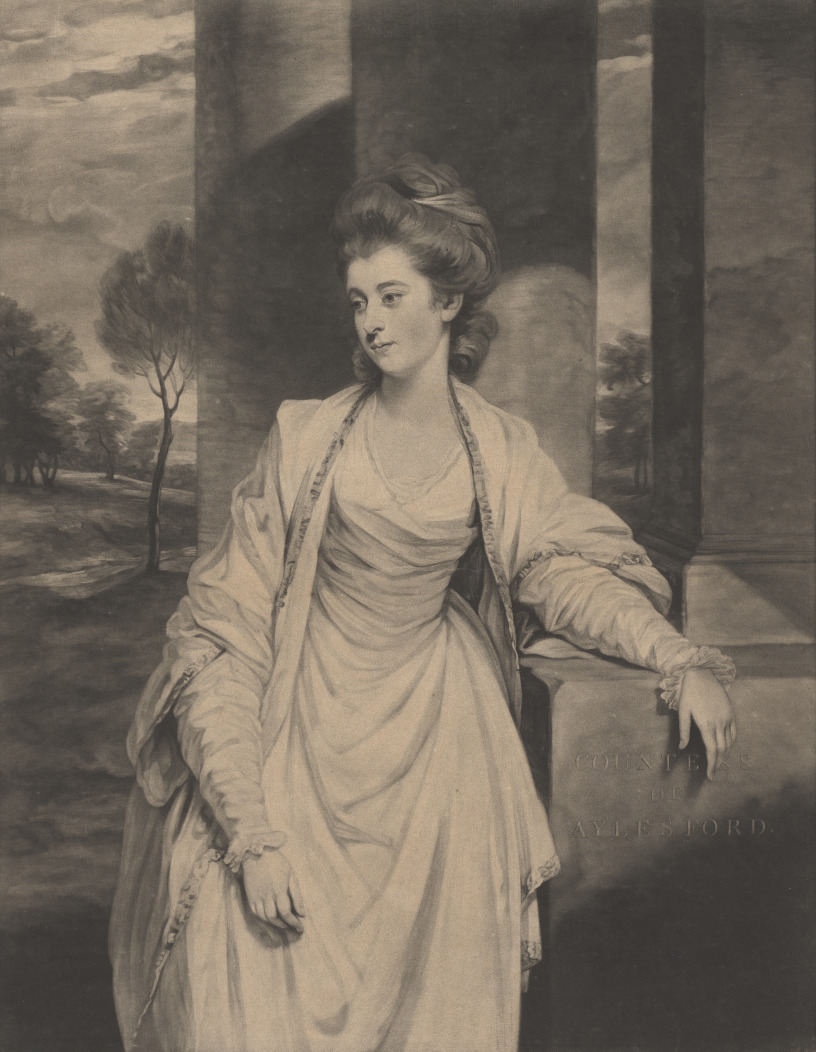
Dcera Louisa, provdaná hraběnka z Aylesfordu (1760–1832), portrét z roku 1783 (Joshua Reynolds)

V roce 1759 se oženil s Lady Elizabeth Bentinckovou (1735–1825), nejstarší dcerou 2. vévody z Portlandu a sestrou pozdějšího dvojnásobného premiéra 3. vévody z Portlandu. Lady Elizabeth byla v letech 1793–1818 nejvyšší hofmistryní královny Charlotty. Potomstvo:
- 1. Louisa (1760–1832), ∞ 1781 Heneage Finch, 4. hrabě z Aylesfordu (1751–1812), lord nejvyšší hofmistr Spojeného království 1804–1812
- 2. Henrietta (1762–1813), ∞ 1799 Philip Stanhope, 5. hrabě z Chesterfieldu (1755–1815), diplomat, nejvyšší štolba Spojeného království, rytíř Podvazkového řádu, člen Královské společnosti
- 3. Thomas Thynne, 2. markýz z Bathu (1765–1837), poslanec Dolní sněmovny, 1796 po otci dědic titulu markýze a člen Sněmovny lordů, rytíř Podvazkového řádu
- 4. Sophia (1763–1791), ∞ 1784 George Ashburnham, 3. hrabě Ashburnham (1760–1830), kurátor Britského muzea, rytíř Podvazkového řádu
- 5. Lord George Thynne (1770–1838), poslanec Dolní sněmovny[7], finanční inspektor královského dvora 1804–1812, jako mladší syn markýze užíval titul lorda, po strýci zdědil v roce 1826 peerský titul barona Cartereta a stal se členem Sněmovny lordů
- 6. Lord John Thynne (1772–1849), poslanec Dolní sněmovny[8], zástupce lorda nejvyššího komořího 1804–1812), jako mladší syn markýze užíval titul lorda, po bratrovi zdědil v roce 1838 peerský titul barona Cartereta a stal se členem Sněmovny lordů

Thomasův mladší bratr Henry Frederick (1735–1826) jako dědic matky přijal její příjmení Carteret (původně Thynne-Carteret, později jen Carteret). Byl dlouholetým poslancem Dolní sněmovny a zastával nižší funkce u dvora a ve vládě. V roce 1784 získal titul barona Cartereta z Hawnesu a stal se členem Sněmovny lordů. Zemřel bez potomstva a titul barona po něm postupně zdědili dva výše uvedení synovci.
Hlavním rodovým sídlem byl zámek Longleat House (Wiltshire), který nechal v 16. století postavit Sir John Thynne, další úpravy proběhly koncem 17. století za 1. vikomta Weymoutha. Zámek je dodnes majetkem rodu.